# Takwa xenops
Takwa xenops là một loài bướm đêm thuộc phân họ Arctiinae, họ Erebidae.